# Système d’information archivistique
Pour les articles homonymes, voir SIA.
Un système d'information archivistique (SIA, AIS), dit également système de gestion d'archives ou logiciel de description d'archives, est un système d'information destiné à la gestion des différentes activités nécessaires au fonctionnement d’un service d'archives. Il permet notamment de gérer la collecte des archives, leur description et leur localisation, en vue de les diffuser (consultation et recherche).

## Fonctions
La première génération de ces logiciels a été utilisée en premier lieu pour la description archivistique de documents d'archives (système d'indexation, catalogue en ligne pour les archives).
Suivant le processus général de concentration, les solutions individuelles sont progressivement remplacées par des produits standards qui offrent de nombreuses fonctions supplémentaires pour l'ensemble du processus de travail archivistique.
Un système d'information archivistique est l'un des éléments d'un système d'archivage selon la norme OAIS : c'est lui qui permet la gestion des données (qu'elles soient numériques ou non).

## Fonctionnalités
- Description archivistique selon les normes reconnues (notamment ISAD(G), ISAAR(CPF), etc.)
- Instrument de recherche
- Export des données (notamment XML-EAD, ...)
- Portail d'archives
- Gestion des localisations

## Exemples de produits
Certains systèmes ont été développés par des institutions publiques, par exemple les Archives nationales françaises avec PRIAM ou les Archives des Länder allemand de Hesse et de Basse-Saxe, d'autres par des éditeurs indépendants.
Le Conseil international des archives avait commandé le développement de ICA-AtoM,, devenu ensuite AtoM - Access to Memory (dès la version 2).